# Regilena Carvalho
Regilena Carvalho (nascida Regilena da Silva Carvalho em Pedralva, 9 de janeiro de 1947), chamada também Regilena Carvalho da Silva e Regilena Carvalho Leão de Aquino, foi militante do PC do B e guerrilheira de codinome Lena; uma das poucas sobreviventes da Guerrilha do Araguaia. Concedeu diversos depoimentos sobre esse período histórico. Jornalista, escreveu o livro Araguaia - da guerrilha ao genocídio, com Rubim Santos Leão de Aquino.

## Vida política
Regilena casou-se com Jaime Petit da Silva em Itajubá em 24 de setembro de 1968. Seu companheiro já era militante do PC do B e a recrutou para organização em 1969. Dois anos depois foram morar na região escolhida pelo partido para o desenvolvimento da guerrilha rural, na região sul do Pará, integrando-se ao destacamento C da Guerrilha do Araguaia.
Durante o período que esteve na prisão, até dezembro de 1972, Regilena acompanhou a queda de seus companheiros do Araguaia; as informações detalhadas lhe eram dadas pelo general Antônio Bandeira, um dos responsáveis pelo combate à guerrilha. Mais tarde, em depoimento prestado na Câmara dos Vereadores de São Paulo, à Comissão de Inquérito de Desaparecidos Políticos, Regilena acusou o general Bandeira de ter afirmado que em 20 de setembro de 1972, Miguel Pereira dos Santos, morto em combate, teve sua mão direita decepada com o motivo de levar apenas a mão, e não o corpo todo, para que fossem identificadas as impressões digitais, constituindo assim uma nova evidência de que os corpos dos guerrilheiros eram trucidados pelos militares.
Em 2006 a Comissão de Anistia do Ministério da Justiça concedeu o status de anistiados políticos a 11 ex-guerrilheiros do Araguaia, incluindo Jaime Petit da Silva, companheiro de Regilena à época, e aprovou o pedido indenização encaminhado à Comissão Especial sobre Mortos e Desaparecidos Políticos.

## Obra
- Carvalho, Regilena e  Santos Leão de Aquino, Rubim. Araguaia - da guerrilha ao genocídio. 2011. ISBN 978-85-7961-589-4